# Абдалла, Ахмед
Ахмед Абдалла Абдереман (фр. Ahmed Abdallah Abderemane, араб. أحمد عبد الله عبد الرحمن‎, 12 июня 1919, Домони, Анжуан — 26 ноября 1989, Морони, Гранд-Комор) — коморский политик, дважды глава государства в 1975 и 1978—1989 годах.
Начал политическую карьеру ещё в период принадлежности Коморских островов Франции. В 1949—1953 годах был председателем Генерального совета Анжуана, в 1959—1973 годах — сенатор Франции. Создав партию Коморский демократический союз, в 1972 году Абдалла был избран на пост главного министра колонии. В 1975 году прошёл референдум, на котором три острова из четырёх — Гранд-Комор, Анжуан и Мохели проголосовали за независимость, а четвёртый, Майотта, высказался за то, чтобы остаться в составе метрополии. Тем не менее, когда 6 июля 1975 года было провозглашено Коморское государство, а главой государства стал Абдалла, он заявил претензии на все четыре острова. Франция, однако, отказалась передавать Майотту под контроль нового государства.
Уже 3 августа был свергнут в ходе государственного переворота, которым руководил левый радикал Али Суалих, и бежал в Париж. Формально страну первоначально возглавил представитель местной аристократии и бывший главный министр Саид Мохамед Джафар, но в 1976 году Суалих сам занял президентский пост. Радикально левые реформы нового руководства и гонения, развёрнутые на крестьян и представителей авторитетного мусульманского духовенства, привели к тому, что 13 мая 1978 года при поддержке французского наёмника Боба Денара Абдалла, в свою очередь, сверг погибшего в ходе переворота Суалиха и стал сопредседателем Политико-военного директората.
23 мая Коморы были провозглашены исламским федеративным государством, что знаменовало разрыв с политикой предыдущих властей, а 25 октября, организовав референдум по собственному безальтернативному избранию, Абдалла занял пост президента. В 1982 году он объявил Коморы однопартийным государством, сам возглавив единственную разрешённую партию Коморский союз за прогресс, режим стал диктаторским, контролируемым наёмниками, которые контролировали страну и избегали различных попыток государственного переворота. Некоторые противники режима были казнены или исчезли во время президентского периода.
В 1984 году путём аналогичного референдума переизбран на второй срок. Политика нового режима была националистической и исламистской. В то же время, несмотря на поддержку ООН, добиться присоединения Майотты не удалось.
Одновременно с президентством возглавлял крупнейшую в стране импортно-экспортную кампанию.
В 1989 году Боб Денар, к этому времени возглавивший президентскую гвардию, организовал новый переворот, и в ходе штурма президентского дворца Абдалла был застрелен в своём рабочем кабинете, а к власти пришёл Саид Мохамед Джохар, функционер правящей партии и сводный брат Суалиха.
Его зятем был Таджидин бен Саид Массунди, премьер-министр Комор (1996) и временный президент Комор (1998—1999).